# Navid Afkari
Navid Afkari (persiska: نوید افکاری), född 1993 i Shiraz, död 12 september 2020 i Shiraz, var en iransk brottare.
Afkari dömdes för mordet på en säkerhetsvakt i samband med demonstrationerna 2018. Han påstod senare att hans erkännande var framtvingat under tortyr.
Dödsdomen mot Afkari verkställdes genom hängning i Adel-Abad-fängelset i Shiraz i södra Iran den 12 september 2020, trots protester från Internationella olympiska kommittén, Internationella brottningsförbundet och flera människorättsorganisationer samt världsledare som Donald Trump.